# Oncidium lehmannianum
Oncidium lehmannianum är en orkidéart som först beskrevs av Friedrich Fritz Wilhelm Ludwig Kraenzlin, och fick sitt nu gällande namn av Mark W. Chase och Norris Hagan Williams. Oncidium lehmannianum ingår i släktet Oncidium och familjen orkidéer. Inga underarter finns listade i Catalogue of Life.